# Robert M. Schoch

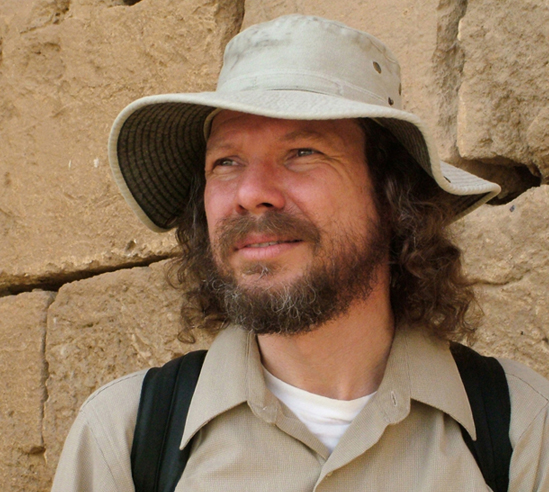
Schoch tại Thổ Nhĩ Kỳ năm 2014.

Robert M. Schoch là phó giáo sư người Mỹ về Khoa học Tự nhiên tại Trường Tổng hợp, Đại học Boston. Kể từ năm 1991, Schoch là người đề xuất giả thuyết khoa học phi chính thống về hiện tượng xói mòn nước Tượng Nhân sư.

## Học vấn
Schoch nhận bằng Cử nhân Nhân chủng học và bằng Cử nhân Địa chất tại Đại học George Washington vào năm 1979. Ông được cấp bằng MS và Tiến sĩ về Địa chất và Địa vật lý tại Đại học Yale (Tiến sĩ, 1983). Luận án Tiến sĩ của Schoch, Systematics, Functional Morphology and Macroevolution of the Extinct Mammalian Order Taeniodonta, được Bảo tàng Lịch sử Tự nhiên Peabody xuất bản năm 1986.

## Giảng dạy
Schoch giảng dạy tại Đại học Boston từ năm 1984. Ông là phó giáo sư Khoa học Tự nhiên tại Trường Đại học Nghiên cứu Tổng hợp, chương trình giảng dạy chính trong hai năm dành cho các ứng viên lấy bằng cử nhân. Ông giảng dạy các khóa học khoa học cho sinh viên năm cuối đại học, bao gồm sinh học, địa chất, khoa học môi trường, địa lý, khoa học và chính sách công.
Ông đã nhận được Giải thưởng Peyton Richter của trường đại học của mình cho việc giảng dạy liên ngành. Ông là đồng tác giả của cuốn sách giáo khoa đại học Environmental Science: Systems and Solutions, hiện đã được xuất bản lần thứ năm.
Năm 1993, một chi động vật có vú đã tuyệt chủng, Robertschochia, trong đó Robertschochia sullivani là mẫu định danh, được đặt theo tên của ông.

## Tuyên bố phi chính thống
Schoch được biết đến nhiều nhất với lập luận ngoài lề rằng Tượng Nhân sư lớn ở Giza cổ hơn nhiều so với suy nghĩ thông thường và một loại thảm họa nào đó có trách nhiệm xóa sổ bằng chứng về một nền văn minh lâu đời hơn, chưa được biết đến. Năm 1991, Schoch đã dời niên đại tượng đài thành 10.000–5.000 năm trước Công nguyên, dựa trên các dấu vết xói mòn do nước mà ông xác định được trên các bức tường bao quanh tượng Nhân sư, và cũng dựa theo các phát hiện từ các nghiên cứu địa chấn xung quanh chân tượng Nhân sư và các nơi khác trên cao nguyên. Giả thuyết xói mòn nước của tượng Nhân sư hiện đang bị cộng đồng khảo cổ bác bỏ vì thiếu bất kỳ bằng chứng hỗ trợ nào khác cho một nền văn minh đủ lâu đời cũng như các lập luận khác. Mark Lehner đã xem xét cách một số cấu trúc trong khu vực kết hợp các yếu tố từ các cấu trúc cũ hơn, và dựa trên thứ tự xây dựng chúng, kết luận rằng trình tự khảo cổ học không cho phép có niên đại lâu hơn triều đại của Khafra. Các nhà khảo cổ và địa chất cũng đã thách thức những tuyên bố về địa chất của ông.
Lập luận của Schoch đã được đưa ra trong bộ phim tài liệu The Mystery of the Sphinx, năm 1993, được NBC phát sóng và do Charlton Heston thuyết minh. Schoch đóng vai chính trong phim cùng với tác giả John Anthony West.
Schoch cũng tuyên bố rằng có thể tất cả các kim tự tháp — ở Ai Cập, Trung Bộ châu Mỹ và những nơi khác là kết quả của sự tàn phá của một nền văn minh cổ đại ở Sundaland từ 8000 đến 6000 năm trước do mực nước biển dâng cao do va chạm nhiều lần với sao chổi. Trong Voyages of the Pyramids Builders ông gợi ý rằng khi cư dân của nó bị buộc phải rời khỏi Sundaland: "Phong trào đó, và những di sản văn hóa của nó trong nhiều thiên niên kỷ tiếp theo, cung cấp lời giải thích tốt nhất cho sự lan rộng của kim tự tháp trên toàn cầu." Năm 2006, theo lời mời của người dân địa phương, ông đã điều tra cái gọi là cuộc khai quật kim tự tháp Bosnia ở phía bắc Sarajevo, nhưng ông kết luận rằng địa điểm này "hoàn toàn không có bằng chứng về chính kim tự tháp hay về một nền văn minh cổ đại vĩ đại trong vùng Visoko".
Ông cũng được biết đến với bài viết về các di tích dưới nước Yonaguni, nơi ông đã lặn nhiều lần, bắt đầu từ năm 1997. Kết luận của ông từ việc phân tích thành hệ thì đây là một địa điểm tự nhiên có thể được con người sửa đổi để phù hợp với nhu cầu của họ: "Chúng ta cũng nên xem xét khả năng Đài tưởng niệm Yonaguni về cơ bản là một cấu trúc tự nhiên từng được con người sử dụng, nâng cao và sửa đổi trong thời cổ đại."
Schoch đã đóng góp một bài luận cho cuốn Lost Secrets of the Gods, một cuốn sách giả khảo cổ học lập luận cho sự tồn tại của phi hành gia cổ đại. Ông còn góp mặt trong chương trình Coast to Coast AM. Một sở thích khác của ông là nghiên cứu về cận tâm lý học. Ông đã tuyên bố rằng năng lực di dời đồ vật và thần giao cách cảm là có thật.

## Phản hồi từ các học giả khác
Mark Lehner, một nhà khảo cổ học và nhà Ai Cập học người Mỹ, đã phản bác phân tích của Schoch, nói rằng, "Bạn không lật đổ lịch sử Ai Cập dựa trên một hiện tượng như cấu trúc thời tiết... đó là cách giả khoa học được thực hiện, không phải khoa học thực sự."
Nhà sử học Ronald H. Fritze đã mô tả Schoch như một "nhà văn có khuynh hướng giả lịch sử và giả khoa học".
Schoch đã bị chỉ trích vì ý tưởng không chính thống của mình rằng Göbekli Tepe, một nền văn minh cổ đại được phát hiện tại một địa điểm khảo cổ ở Thổ Nhĩ Kỳ ngày nay, bị ảnh hưởng bởi một sự kiện mặt trời có thể được chứng kiến tại Đảo Phục sinh ở phía tây Thái Bình Dương của Nam Mỹ. Tác giả Jason Colavito đề nghị ông "từ bỏ tất cả thực tế để ủng hộ một thứ tưởng tượng kỳ quái".

## Ấn phẩm
- Phylogeny Reconstruction in Paleontology, 1986. ISBN 0-442-27967-1.
- Systematics, Functional Morphology and Macroevolution of the Extinct Mammalian Order Taeniodonta Lưu trữ ngày 24 tháng 6 năm 2016 tại Wayback Machine, 1986. ISBN 0-912532-04-1
- Stratigraphy: Principles and Methods, 1989. ISBN 0-442-28021-1.
- Case Studies in Environmental Science, 1996. ISBN 0-314-20397-4.
- Voices of the Rocks: A Scientist Looks at Catastrophes and Ancient Civilizations, 1999. ISBN 0-609-60369-8.
- Horns, Tusks, and Flippers: The Evolution of Hoofed Mammals, with Donald R. Prothero, 2003. ISBN 0-8018-7135-2.
- Voyages of the Pyramid Builders: The True Origins of the Pyramids from Lost Egypt to Ancient America, 2003. ISBN 1-58542-320-3.[22]
- Environmental Science: Systems and Solutions, viết chung với Michael McKinney, 2003. ISBN 0-7637-0918-2.
- Pyramid Quest: Secrets of the Great Pyramid and the Dawn of Civilization, TarcherPerigee, 2005. ISBN 1-58542-405-6.
- Environmental Science: Systems and Solutions, viết chung với Michael L. Mcinney, Logan Yonavjak, 2007. ISBN 0-7637-4262-7.
- Environmental Science, viết chung với Andrew H. Lapinski, Anne Tweed, 2007. ISBN 0-13-069900-4.
- The Parapsychology Revolution: A Concise Anthology of Paranormal and Psychical Research, 2008. ISBN 1-58542-616-4.
- Forgotten Civilization, The Role of Solar Outbursts in Our Past and Future, 2012. ISBN 978-1-59477-497-3.
- Origins of the Sphinx: Celestial Guardian of Pre-Pharaonic Civilization, viết chung với Robert Bauval, 2017 ISBN 978-1-62055-526-2